# Джаллыев, Артык
Артык Джаллыев (12 августа 1933, с. Багир, Ашхабадский район, Туркменская ССР, СССР — 2000) — туркменский и советский актёр и режиссёр. Заслуженный артист Туркменской ССР (1958).

## Биография
После окончания в 1956 году Ташкентского театрального института играл на сцене Ташаузского музыкально-драматического театра.
Позже, 15 лет был главным режиссёром театра в Ташаузе.
Яркий представитель киноискусства Туркмении. Слава киноактёра пришла к нему сразу после его первой большой роли председателя Ходжома в фильме Алты Карлиева «Айна». Ещё до завершения съёмки киноленты, Джаллыева уже приглашали сниматься в других кинофильмах.
Снялся более чем в 110 фильмах.
В 1995 году Артык Джаллыев представлял туркменское кино на торжествах в Москве, посвящённых 100-летию мирового кинематографа, поднявшись на сцену в числе ста лучших представителей киноискусства СССР. Его одинаково тепло принимали коллеги и зрители в Индии, Турции, Иране и других странах.
В последние годы пробовал себя как сценарист. Писал для сына, режиссёра Сапармухаммеда Джаллыева, возглавляющего Объединение «Туркменфильм» имени Огузхана, сценарий об эпическом народном герое Кеймир-Кере, надеясь сыграть в его постановке.
Умер от тяжёлой болезни.

## Фильмография
| Год  |   | Русское название                       | Оригинальное название            | Роль                         |
| ---- | - | -------------------------------------- | -------------------------------- | ---------------------------- |
| 1959 | ф | Айна                                   | Aýna                             | Ходжом, председатель колхоза |
| 1960 | ф | Десять шагов к Востоку                 | Десять шагов к Востоку           | Мурад Кулиев                 |
| 1960 | ф | Айна                                   | Aýna                             | Ходжам                       |
| 1963 | ф | Состязание                             | Şükür bagşy                      | Чапык-хан, Маммедяр-хан      |
| 1963 | ф | Случай в Даш-Кале                      | Daşgalada bolan waka             | Курк                         |
| 1965 | ф | Решающий шаг                           | Aýgytly ädim                     | Ашир Сахатов                 |
| 1965 | ф | 26 бакинских комиссаров                | Оригинальное название неизвестно | эпизод                       |
| 1966 | ф | Утоление жажды                         | Оригинальное название неизвестно | Дурдыев                      |
| 1967 | ф | Тайна пещеры Каниюта                   | Оригинальное название неизвестно | Кунград-бии                  |
| 1967 | ф | Дорога горящего фургона                | Ýalynly furgonyň ýoly            | Веллек                       |
| 1968 | ф | Красные пески                          | Оригинальное название неизвестно | Джунаид-хан                  |
| 1968 | ф | Всадники революции                     | Оригинальное название неизвестно | Клыч                         |
| 1970 | ф | Смерти нет, ребята!                    | Оригинальное название неизвестно | Мамед                        |
| 1971 | ф | Горячие тропы                          | Оригинальное название неизвестно | Усман/Ширали                 |
| 1972 | ф | Семург                                 | Оригинальное название неизвестно | Ялмагыз                      |
| 1973 | ф | Тайна забытой переправы                | Оригинальное название неизвестно | Тухсан-бек                   |
| 1973 | ф | Пятеро на тропе                        | Оригинальное название неизвестно | Мурад Сулейманов             |
| 1973 | ф | Огненный берег                         | Оригинальное название неизвестно | эпизод                       |
| 1974 | ф | Абу Райхан Беруни                      | Оригинальное название неизвестно | купец                        |
| 1976 | ф | Далёкие близкие годы                   | Оригинальное название неизвестно | Мерид                        |
| 1977 | ф | Осада                                  | Оригинальное название неизвестно | Шодмон                       |
| 1978 | ф | Похищение скакуна                      | Laçyn                            | Алихан                       |
| 1978 | ф | Любовь и ярость                        | Оригинальное название неизвестно | эпизод                       |
| 1978 | ф | Кугитангская трагедия                  | Köýten nalasy                    | Мулла Ачилди                 |
| 1979 | ф | Время по солнцу                        | Оригинальное название неизвестно | Союнов                       |
| 1981 | ф | Утренние всадники                      | Ykbal                            | Бекмурад-бей                 |
| 1982 | ф | Печальная повесть любви                | Gaýgyly söýginiň hasraty         |                              |
| 1983 | ф | Тяжёлая ноша                           | Оригинальное название неизвестно | Курт                         |
| 1983 | ф | Люди моего аула                        | Оригинальное название неизвестно | Атанияз-бай                  |
| 1983 | ф | Бастион                                | Guşgy galasy                     | Однорукий                    |
| 1984 | ф | Фраги — разлучённый со счастьем        | Batyndan jyda düşen Pyragy       | Гарли-сердар                 |
| 1984 | ф | Государственная граница. Красный песок | Оригинальное название неизвестно | Везир, басмач                |
| 1985 | ф | Я тебя помню                           | Оригинальное название неизвестно |                              |
| 1985 | ф | Прощай, зелень лета                    | Оригинальное название неизвестно | Артык Алиевич                |
| 1985 | ф | Джигит всегда джигит                   | Ýigit mydama ýigit               | Алов-ага                     |
| 1986 | ф | Хромой Дервиш                          | Оригинальное название неизвестно |                              |
| 1986 | ф | Твой брат — мой брат                   | Оригинальное название неизвестно |                              |
| 1987 | ф | Перед большой дорогой на войну         | Оригинальное название неизвестно | Мулла Умар                   |
| 1987 | ф | Долина мести                           | Ar alyş jülgesi                  | Базарбег                     |
| 1987 | ф | Джура — охотник из Мин-Архара          | Оригинальное название неизвестно | эпизод                       |
| 1988 | ф | Сказка о волшебном бисере              | Оригинальное название неизвестно | Караванбаши                  |
| 1989 | ф | Шок                                    | Оригинальное название неизвестно | Вальяжный                    |
| 1989 | ф | Ничего не случилось                    | Оригинальное название неизвестно |                              |
| 1989 | ф | Султан Бейбарс                         | Оригинальное название неизвестно | Турфан                       |
| 1989 | ф | Клятвы нашего детства                  | Оригинальное название неизвестно | вор «Султан»                 |
| 1989 | ф | Бархан                                 | Оригинальное название неизвестно | эпизод                       |
| 1990 | ф | Принц привидение                       | Оригинальное название неизвестно | старик-водонос               |
| 1990 | ф | Клещ                                   | Оригинальное название неизвестно | полковник милиции            |
| 1991 | ф | Зохре и Тахир                          | Zöhre-Tahyr                      | Карамелгун                   |
| 1991 | ф | Смерть прокурора                       | Оригинальное название неизвестно |                              |
| 1992 | ф | Козы Корпеш и Баян-Сулу                | Оригинальное название неизвестно |                              |
| 1993 | ф | Охламон                                | Tentek                           | дед                          |
| 1993 | ф | Отравленная любовь                     | Zäherlenen söýgi                 |                              |
| 1994 | ф | Душа сгорела                           | Ýandym                           | Нукер                        |
| 1995 | ф | Гроссмейстер                           | Grossmeýster                     | Абдулла                      |
| 1996 | ф | Уголовное дело возбуждено              | Jenaýat işi gozgaldy             | Артык Мухаммедович           |
| 1996 | ф | Судный день                            | Mollanepes                       |                              |
| 1996 | ф | Акпамык                                | Akpamyk                          |                              |
| 1997 | ф | Ночь жёлтого быка                      | Оригинальное название неизвестно |                              |